# Crécy-au-Mont
Crécy-au-Mont è un comune francese di 299 abitanti situato nel dipartimento dell'Aisne della regione dell'Alta Francia. Nella seconda guerra mondiale il comune ebbe un ruolo importante nella battaglia dell'Ailette, nel corso dell'attacco tedesco sul fronte occidentale.

## Società

### Evoluzione demografica
Abitanti censiti